# Joyride (album de Roxette)
Pour les articles homonymes, voir Joyride.
Albums de Roxette
Look Sharp!
(1989) Tourism
(1992)
Singles
1. Joyride
Sortie : 25 février 1991
2. Fading Like a Flower (Every Time You Leave)
Sortie : 17 avril 1991
3. The Big L.
Sortie : 28 août 1991
4. Spending My Time
Sortie : 21 novembre 1991
5. Church of Your Heart
Sortie : 24 février 1992

Joyride est le troisième album studio du duo pop rock suédois Roxette, sorti le 28 mars 1991.
Il connaît un grand succès international. Avec 11 000 000 d'exemplaires vendus dans le monde (en date de 2001), Joyride est l'album de Roxette qui a rencontré le plus de succès.
Cinq titres sont extraits en singles qui deviennent des tubes à l'échelle mondiale : Joyride (classé numéro 1 dans plusieurs pays), Fading Like a Flower (Every Time You Leave), The Big L., Spending My Time et Church of Your Heart.
L'album est réédité en 2009 avec des titres bonus.

## Liste des titres
Toutes les paroles sont écrites par Per Gessle. Toute la musique est composée par Per Gessle sauf mentions.
| No  | Titre                                       | Musique                      | Durée |
| --- | ------------------------------------------- | ---------------------------- | ----- |
| 1.  | Joyride                                     |                              | 4:24  |
| 2.  | Hotblooded                                  | - Marie Fredriksson - Gessle | 3:18  |
| 3.  | Fading Like a Flower (Every Time You Leave) |                              | 3:52  |
| 4.  | Knockin' On Every Door                      |                              | 3:56  |
| 5.  | Spending My Time                            | - Gessle - Mats MP Persson   | 4:36  |
| 6.  | I Remember You                              |                              | 3:54  |
| 7.  | Watercolours in the Rain                    | Fredriksson                  | 3:40  |
| 8.  | The Big L.                                  |                              | 4:26  |
| 9.  | Soul Deep                                   |                              | 3:34  |
| 10. | (Do You Get) Excited?                       | - Gessle - Persson           | 4:16  |
| 11. | Church of Your Heart                        |                              | 3:16  |
| 12. | Small Talk                                  |                              | 3:53  |
| 13. | Physical Fascination                        |                              | 3:27  |
| 14. | Things Will Never Be the Same               |                              | 4:26  |
| 15. | Perfect Day                                 | - Gessle - Persson           | 4:05  |

| 16. | The Sweet Hello, The Sad Goodbye |                        | 4:46 |
| 17. | Love Spins (Demo)                |                        | 3:29 |
| 18. | Seduce Me (Demo)                 | - Fredriksson - Gessle | 3:54 |

| 19. | Come Back (Before You Leave) (Demo)                        | 4:09 |
| 20. | Joyride (US Remix)                                         | 4:04 |
| 21. | Fading Like a Flower (Every Time You Leave) (Gatica Remix) | 3:55 |

- Notes : I Remember You ne figure pas sur la version CD nord-américaine originale. Cette chanson ainsi que Soul Deep et Church of Your Heart sont absentes de la version vinyle originale[7].

## Musiciens
- Chant : Marie Fredriksson et Per Gessle
- Guitare rythmique, tambourin, sifflement : Per Gessle
- Guitares électriques, mandoline, guitare slide : Jonas Isacsson
- Guitare acoustique : Joans Isacson, Marie Fredriksson (sur Watercolors in the Rain)
- Piano : Marie Fredriksson, Clarence Öfwerman
- Orgue Hammond, orgue de Barbarie, claviers, mixage, production et programmation : Clarence Öfwerman
- Basse : Anders Herrlin
- Batterie : Per "Pelle" Alsing
- Percussions : Mats "MP" Persson
- Chœurs : Marianne Flynner, Mia Lindgren, Staffan Öfwerman, Anne-Lie Rydé
- Narration : Dave Edwards
- Accordéon : Kjell Öhman (sur Perfect Day)
- Harmonica : Jarl "Jalle" Lorensson (sur Hotblooded), Jonas Isacsson (sur The Big L.), Per Gessle (sur Church of Your Heart)
- Trompette : Uno Forsberg, Mikael Renlinden, Tomas Sjörgen (sur Soul Deep)
- Arrangements et direction cordes : Hernik Jansson (sur Watercolors in the Rain), Clarence Öfwerman (sur Perfect Day)

## Classements hebdomadaires
| Classement (1991)                  | Meilleure place |
| ---------------------------------- | --------------- |
| Allemagne (Media Control AG)       | 1               |
| Australie (ARIA)                   | 2               |
| Autriche (Ö3 Austria Top 40)       | 1               |
| Belgique (IFPI Belgium)            | 3               |
| Canada (RPM Top Albums)            | 3               |
| Danemark (Hitlisten)               | 1               |
| États-Unis (Billboard 200)         | 12              |
| Finlande (Suomen virallinen lista) | 1               |
| Norvège (VG-lista)                 | 1               |
| Nouvelle-Zélande (RIANZ)           | 4               |
| Pays-Bas (Mega Album Top 100)      | 4               |
| Royaume-Uni (UK Albums Chart)      | 2               |
| Suède (Sverigetopplistan)          | 1               |
| Suisse (Schweizer Hitparade)       | 1               |

## Certifications
| Pays                         | Certification | Unités certifiées |
| ---------------------------- | ------------- | ----------------- |
| Allemagne (BVMI)             | 7 × Or        | 1 750 000         |
| Australie (ARIA)             | 3 × Platine   | 210 000           |
| Autriche (IFPI)              | 3 × Platine   | 150 000           |
| Canada (Music Canada)        | 5 × Platine   | 500 000           |
| États-Unis (RIAA)            | Platine       | 1 000 000         |
| Finlande (Musiikkituottajat) | 2 × Platine   | 101 197           |
| Nouvelle-Zélande (RMNZ)      | Or            | 7 500             |
| Pays-Bas (NVPI)              | Platine       | 100 000           |
| Royaume-Uni (BPI)            | 2 × Platine   | 600 000           |
| Suède (GLF)                  | 3 × Platine   | 300 000           |
| Suisse (IFPI)                | 4 × Platine   | 200 000           |